# آپهم، همپشر
آپهم (به انگلیسی: Upham) یک روستا و محله مدنی در بریتانیا است که در وینچستر واقع شده‌است. آپهم ۶۱۶ نفر جمعیت دارد.